# Le Conte du tsar Saltan (opéra)
Pour les articles homonymes, voir Le Conte du tsar Saltan.
 (novembre 2010).
Si vous disposez d'ouvrages ou d'articles de référence ou si vous connaissez des sites web de qualité traitant du thème abordé ici, merci de compléter l'article en donnant les références utiles à sa vérifiabilité et en les liant à la section « Notes et références ».
Airs
Le Conte du tsar Saltan (russe : Сказка о царе Салтане, Skazka o Tsare Saltane) est un opéra fantastique de Nikolaï Rimski-Korsakov en quatre actes avec un prologue et sept scènes. Le livret, écrit par Vladimir Bielski, est basé sur un poème éponyme de 1831 d'Alexandre Pouchkine. La musique a été composée en 1899/1900 pour le centième anniversaire de la naissance du poète. 
L'opéra, dont le titre complet autant du poème est : « Le conte du tsar Saltan, de son fils, glorieux et puissant preux le prince Gvidone Saltanovitch et de la très belle princesse cygne » fut représenté pour la première fois au théâtre Solodovnikov de Moscou le 3 novembre 1900, sous la direction du compositeur et de Mikhaïl Ippolitov-Ivanov, dans des décors du peintre Mikhaïl Vroubel. L'œuvre est resté notoire grâce à l'interlude orchestral du troisième acte : Le Vol du bourdon.

## Argument
Le librettiste Vladimir Bielski a suivi fidèlement le récit de Pouchkine, qu'il distribue en un prologue, quatre actes et six tableaux.
L'action se passe dans la ville de Tmoutarakan et sur l'île de Bouïane.

### Prologue
Le prologue évoque les trois sœurs et la vieille dame Babarikha. Les deux aînées chantent un duo de style populaire.
Si le roi m'épousait dit l'aînée, je préparerais les meilleurs festins du royaume. Si le roi m'épousait, je tisserais le drap le plus fin du royaume. Si le roi m'épousait, dit la plus jeune, je lui donnerais un fils fort et courageux. Le Tsar arrive annoncé par une fanfare. Il choisit Militrissa la plus jeune. Les deux autres sœurs deviennent cuisinière et tisserande au palais. L'idée de servir leur plus jeune sœur leur est insupportable et elles complotent avec Babarikha : après le mariage, lorsque la Tsarine sera enceinte, le Tsar sera bien obligé de partir à la guerre. Elles lui annonceront que la Tsarine a donné naissance à un monstre.

### Acte I

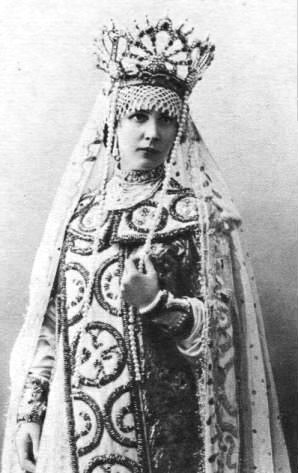
Elena Tsvetkova dans le rôle de Militrissa en 1900.

Dans le palais du tsar Saltan, un interlude orchestral est présenté pour annoncer le départ du tsar. Lorsque le rideau se lève, des femmes commencent à chanter une berceuse douce : Guidon le fils du tsar est né. La méchante Babarikha chante en même temps à voix basse des paroles affreuses. Le Bouffon tente de faire diversion en attendant le messager. La cuisinière sert des victuailles. Un vieux raconte une histoire et échange des plaisanteries avec le Bouffon. Les nourrices chantent la berceuse. La tisserande apporte des étoffes alors que le vieux continue son histoire. Le bébé se réveille et les nourrices chantent une chanson. Le tsarévitch se lève et se met à courir. Le peuple s'émerveille de ce prodige. Arrive le messager du roi. Il donne la lettre à lire à quatre clercs : la tsarine et le tsarévitch seront enfermés dans un tonneau et jetés à la mer. Militrissa est désespérée, mais les boyards poussés par Babarikha n'osent pas désobéir. Militrissa chante l'injustice du tsar qui n'a même pas vu son fils. La tsarine et le tsarévitch contemplent la mer puis s'introduisent dans le tonneau, en suppliant la mer de les épargner.

### Acte II
Le mouvement continu de la mer marque l’introduction orchestrale évoquant le voyage de la tsarine et du tsarévitch dérivant dans leur tonneau. Le tonneau arrive sur une île déserte où Guidon devient adulte. Guidon est optimiste alors que sa mère reste inquiète. Avec un arc et une flèche taillés dans un arbre, Guidon abat un vautour qui attaquait un cygne. Le vautour (des voix d'hommes en coulisse) est un magicien et le cygne est une princesse qui remercie Guidon. Le Cygne promet au tsarévitch son aide. Guidon demande à sa mère pourquoi le Tsar les a condamnés à une telle mort. Ils s'endorment. Lorsqu'ils se réveillent, ils découvrent que le Cygne a fait apparaître une cité belle et riche. Ils s'approchent de la ville, la foule s'attroupe pour les accueillir. Guidon accepte le trône qui lui est offert.

### Acte III
Guidon suit des yeux un navire qu'on lui a indiqué qui emporte un message pour son père. Il regrette la terre natale et voudrait connaître son père. Il demande l'aide du Cygne qui le change en bourdon et lui conseille de rejoindre le navire pour aller voir son père. C'est à ce moment qu'intervient Le Vol du bourdon. On retrouve le décor de l'acte I. Le Tsar Saltan est assis sur son trône avec à ses côtés, la cuisinière, la tisserande et Babarikha. Trois marins entrent accompagnés du bourdon. Chacun des marins raconte une aventure dont ils ont été témoins. Ils s'assoient pour manger et boire. Le deuxième marin raconte qu'il y a une île déserte qui s'est transformée en une belle ville. Un jeune prince nommé Guidon y règne, qui envoie ses respects au Tsar. Ce dernier répond qu'il ira le voir, mais Babarikha essaie de le dissuader. Le bourdon qui a observé la scène, va piquer la cuisinière au-dessus de l'œil. Le premier marin raconte que sous un sapin, un écureuil chante et croque des noisettes dont la coque d'or contient une émeraude. La tisserande intervient et est piquée à son tour. Le troisième marin raconte que sur cette île, chaque jour, la mer rejette trente-trois chevaliers, avec à leur tête Tchernomor. Le Tsar insiste pour aller sur cette île. Babarikha intervient et se fait piquer par le bourdon.

### Acte IV
Guidon, à nouveau au bord de la mer à Bouïane, se languit d'une fiancée. La Princesse-Cygne apparaît à qui il demande conseil. Guidon évoque avec elle la princesse dont il a entendu parler à Tmoutarakan, et le cygne se transforme précisément en cette princesse. Suit une mélodie aux violons. La tsarine bénit leur mariage. Suit un interlude. En revenant du palais, Guidon et la tsarine interprètent un duo joyeux. L'orchestre décrit les trois merveilles. La flotte du Tsar s'approche. Guidon et sa mère accueillent le Tsar et lui demandent de raconter son histoire. Le Tsar évoque la Tsarine qu'il aimait et parle de la guerre après laquelle il a perdu sa femme. Guidon le réconforte mais Babarikha et les deux méchantes sœurs essaient de détourner son attention. Le Tsar voit les trois merveilles : l'écureuil magique, les trente-trois gardes conduits par Tchernomor, puis la Princesse Cygne. Il demande à cette dernière s'il peut revoir la Tsarine ? La Princesse Cygne exauce son vœu. Le Tsar chante en duo avec Militrissa puis reconnaît son fils. Les méchantes sœurs demandent pardon. À la demande de Militrissa et de Guidon, il leur pardonne. Fête, tout le monde se réjouit, le vieux paysan se promet de retour chez lui, de raconter le grand festin auquel il a participé.

## Rôles
| Rôles | Voix          | Distribution lors de la création Moscou le 3 novembre 1900 (Chef: Mikhaïl Ippolitov-Ivanov) |
| --- | ------------- | ------------------------------------------------------------------------------------------- |
| Tsar Saltan | basse         | Nikolaï Moutine                                                                             |
| Tsarine Militrissa, la plus jeune des sœurs | soprano       | Elena Tsvetkova                                                                             |
| Tkachikha (tisserande), deuxième sœur | mezzo-soprano | Alexandra Rostovtseva                                                                       |
| Povarikha (cuisinière), sœur aînée | soprano       | Adelaïda Veretennikova                                                                      |
| Babarikha, une parente âgée | contralto     | Varvara Strakhova                                                                           |
| Tsarévitch Guidon | ténor         | Anton Sekar-Rojanski                                                                        |
| Princesse Cygne | soprano       | Nadejda Zabela-Vroubel                                                                      |
| Vieil homme | ténor         | Vassili Schkaffer                                                                           |
| Messager | baryton       | Nikolaï Cheveliov                                                                           |
| Bouffon | basse         | Mikhaïl Levandovski                                                                         |
| Chœur, rôles muets : Voix d'un mage et esprits, boyards, courtisans, es, gardes, soldats, marins, astrologues, courtiers, chanteurs, domestiques et servantes, danseuses et danseurs, et peuple, trente trois chevaliers de la mer avec le maître Tchernomor, Écureuil, Bourdon. |               |                                                                                             |

## Partitions gratuites
- « Le Conte du tsar Saltan de Nikolai Rimski-Korsakov » (partition libre de droits), sur l'IMSLP.